# St. Mary’s Catholic Church (Massachusetts)
Die St. Mary’s Catholic Church ist ein römisch-katholisches Kirchengebäude in Winchester im Bundesstaat Massachusetts der Vereinigten Staaten. Das 1876 im damaligen Viertel der Irischamerikaner errichtete Bauwerk gehört zum Erzbistum Boston und wurde 1989 in das National Register of Historic Places aufgenommen.

## Architektur
Das Gebäude wurde 1876 aus Holz errichtet und 1897 vom Kirchenarchitekten Patrick W. Ford in sein heutiges Erscheinungsbild umgewandelt, indem die Kirche baulich neu gestaltet und außen mit Mauerziegeln verkleidet wurde, während im Inneren große Teile der Holzstruktur erhalten blieben. Insbesondere der angebaute Turm entspricht dem Baustil des späten 19. Jahrhunderts. Die Kirche verfügt über viele auf Konsolen ruhende Gesimse, dekoratives Strebewerk an den Längsseiten sowie Spitzbögen über Fenstern und Türen. Der Belfried im oberen Stockwerk des Turms wurde 1907 neu gebaut. Zu Beginn des 20. Jahrhunderts wurde südlich der Kirche eine kleine Bibliothek errichtet, die heute als Baptisterium genutzt wird.

## Historische Bedeutung
1876 ersetzte das heute noch bestehende Kirchengebäude die nur zwei Jahre zuvor errichtete Holzkapelle an gleicher Stelle, die das erste Kirchengebäude der römisch-katholischen Kirche in Winchester gewesen war. In der Mitte des 19. Jahrhunderts wuchs die Gemeinde von Irischamerikanern in Winchester sehr schnell, was vor allem auf die Nähe des Viertels zu den Industriebetrieben der Stadt und zur Eisenbahn zurückgeführt wird; 1865 gaben 12 Prozent der Einwohner Winchesters an, in Irland geboren worden zu sein, und bis ins frühe 20. Jahrhundert hinein änderte sich dieser Anteil kaum.